# Willy Kambwala
Willy Kambwala Ndengushi (Kinshasa, 25 augustus 2004) is een in Congo geboren Frans voetballer die bij voorkeur als centrale verdediger speelt. Hij speelt bij Manchester United.

## Clubcarrière
Kambala werd geboren in Congo en verhuisde op vijfjarige leeftijd met zijn familie naar Frankrijk. Hij voetbalde in de jeugd bij Elan Chevilly Larue, Les Ulis en Sochaux. In oktober 2020 kwam Kambwala bij Manchester United terecht. In oktober 2021 tekende hij een profcontract. In december 2023 debuteerde hij in de Premier League tegen West Ham United.